# Julio Fernández Rodríguez
Julio Fernández Rodríguez (nacido en Cereixido, Fonsagrada, Lugo, España, en 1947) es un productor cinematográfico español que reside en Barcelona desde finales de los 60.
Presidente de Filmax Entertainment, es uno de los artífices de la nueva etapa de la industria audiovisual española. Actualmente Filmax se dedica a la creación, producción, distribución y exhibición de contenidos de ficción y animación, y ha desarrollado un sello cinematográfico propio de género fantástico, Fantastic Factory.
Es miembro de la Academia de las Artes y de las Ciencias Cinematográficas de España, vicepresidente de FAPAE (Federación de Asociaciones de Productores Audiovisuales Españoles), consejero de la junta directiva de EGEDA (Entidad de Gestión de Derechos de los Productores Audiovisuales), patrono de la fundación privada ESCAC (Escola Superior de Cinema i Audiovisual de Catalunya) de la Universidad de Barcelona, y presidente de la Asociación de Empresarios Gallegos de Cataluña.
Casado y con dos hijas, ha sido condecorado por la Junta de Galicia con la Medalla Castelao, una de las distinciones más importantes que concede el Gobierno gallego. 
En febrero de 2009 Fernández fue acusado por la Fiscalía de Cataluña de alzamiento de bienes y apropiación indebida por descapitalizar la compañía Ivex Films